# Svjetska šahovska federacija
Svjetska šahovska federacija (FIDE) (franc.: Fédération Internationale des Échecs, engl.: World Chess Federation) međunarodna je organizacija koja povezuje razne nacionalne šahovske saveze diljem svijeta. Obično se spominje kao FIDE (akronim iz francuskog jezika).
FIDE je utemeljena 20. srpnja 1924. u Parizu, za vrijeme trajanja Olimpijskih igara. Njeno geslo je Gens una sumus, što na latinskom znači "Svi smo jedan rod". Trenutačni predsjednik je Arkadi Dvorkovič.

## Uloga FIDE
Osim organiziranja Svjetskog prvenstva u šahu i Šahovske olimpijade, FIDE izračunava Elo listu igrača, određuje pravila šaha, redovito ovjavljuje knjige najboljih/najtežih šahovskih problema (takozvane FIDE albume), dodjeljuje titule FIDE majstora, međunarodnog majstora, međunarodnog velemajstora, ženske verzije tih titula, neke organizacijske titule kao međunarodni arbitar, i majstorske i velemajstorske titule u rješavanju i stvaranju studija.
Uz ukupno svjetsko prvenstvo, FIDE organizira prvenstva za žene i juniore, te Šahovsku olimpijadu. Nadgleda i par drugih turnira, iako skoro svi šahovski događaji visokog nivoa poštuju FIDE-ina pravila i propise.

## Povijest
Osnovana je 20. srpnja 1924. u Parizu, dok je još José Raúl Capablanca bio svjetski prvak. U svojim ranim godinama FIDE je imala vrlo malen utjecaj. Razlog tomu bilo je odbijanje Sovjetskog saveza da se pridruži. Oni su šah i politiku smatrali bezuvjetno povezanima, dok FIDE nije bila politička organizacija. No situacija se promijenila kada je veliki svjetski prvak Aleksandr Aljehin preminuo 1946. godine. FIDE je ponudila da organizira turnir da bi mu se pronašla zamjena, a Sovjetski Savez se pridružuje, shvaćajući da je izrazito važno biti uključen u taj proces.
Od tog prvog svjetskog prvenstva u šahu 1948. (prvak Mihail Botvinik) do 1993., FIDE je bila jedina organizacija koja je održavala svjetska šahovska prvenstva. Pojavile su se mnoge kontroverze oko FIDE tijekom tog vremena: 1975. godine Bobby Fischer se odrekao titule kada je FIDE odbila pristati na sve njegove zahtjeve oko odigravanja meča s izazivačem Anatolijem Karpovim. Godine 1984., predsjednik FIDE Florencio Campomanes prekinuo je susret za titulu svjetskog prvaka između Karpova i Garija Kasparova kod stanja 5:3 za Karpova i proglasio ga susretom bez odluke.
Najveća kontroverza zbila se 1993., kada su tadašnji svjetski prvak Kasparov i izazivač Nigel Short (koji se kvalificirao kroz FIDE sistem) prešli u novi savez Professional Chess Association (PCA) i pod njegovim okriljem odigrali meč za prvaka svijeta. To je prouzročilo 13-godišnje razdvajanje titula svjetskog šahovskog prvaka. Tijekom razdora FIDE je neko vrijeme (1998. – 2004.) organizirala svoja prvenstva kao pojedinačne knock-out turnire s igrama uz brže satove, opet kontroverznom promjenom. Još jedna kontroverza bilo je održavanje FIDE Svjetskog prvenstva 2004. u Libiji. Od 2002. do 2005. FIDE nije organizirala susrete za "Praški dogovor" iz 2002. za ujedinjenje svjetske titule, sve dok naposljetku svjetska titula nije ponovo ujedinjena na Svjetskom prvenstvu 2006. susretom Kramnik-Topalov.
Godine 1999. FIDE je priznata od strane Međunarodnog olimpijskog odbora (MOO). Dvije godine kasnije MOO je uvela antidopinške propise i u šah. FIDE je naglasila da želi da šah postane dijelom Olimpijskih igara.
Dana 2. lipnja 2006. izaslanici iz više od 150 državnih saveza u Torinu su glasovali za predsjednika FIDE. Rezultat je bila čista pobjeda i novi mandat Kirsana Iljumžinova, koji je dobio 96 glasova, u usporedbi s protukandidatom Besselom Kokom, koji je dobio 54 glasa.

## Savezi članovi FIDE
Danas je 201 zemlja članica FIDE. Lista se mijenja kako se ponekad novi savez pridruži ili stari nestane, a ponekad savez jednostavno nije u mogućnosti održati zadane partije.
Afganistan, Albanija, Alžir, Andora, Angola, Argentina, Armenija, Aruba, Australija, Austrija, Azerbajdžan, Bahami, Bahrain, Bangladeš, Barbados, Bjelorusija, Belgija, Belize, Bermuda, Bolivija, Bosna i Hercegovina, Botsvana, Brazil, Britanski Djevičanski Otoci, Borneo, Bugarska, Burundi, Kambodža, Kanada, Čile, Kina, Tajvan, Kolumbija, Kostarika, Obala Bjelokosti, Hrvatska, Kuba, Cipar, Češka, Danska, Dominikanska Republika, Ekvador, Egipat, Salvador, Engleska, Estonija, Etiopija, Farski Otoci, Fiji, Finska, Makedonija, Francuska, Gruzija, Njemačka, Gana, Grčka, Gvatemala, Guernsey, Haiti, Honduras, Hong Kong, Mađarska, Island, Indija, Indonezija, Iran, Irak, Irska, Izrael, Italija, Jamajka, Japan, Jersey, Jordan, Kazakstan, Kenija, Kuvajt, Kirgistan, Laos, Latvija, Libanon, Libija, Lihtenštajn, Litva, Luksemburg, Makao, Madagaskar, Malavi, Malezija, Malta, Mauricijus, Meksiko, Moldova, Monako, Mongolija, Maroko, Mozambik, Burma, Namibija, Nepal, Nizozemska, Nizozemski Antili, Novi Zeland, Nikaragva, Nigerija, Norveška, Pakistan, Palau, Palestina, Panama, Papua Nova Gvineja, Paragvaj, Peru, Filipini, Poljska, Portugal, Puerto Rico, Katar, Rumunjska, Rusija, Ruanda, San Marino, Škotska, Srbija, Sejšeli, Sierra Leone, Singapur, Slovačka, Slovenija, Somalija, JAR, Južna Koreja, Španjolska, Šri Lanka, Sudan, Surinam, Švedska, Švicarska, Sirija, Tadžikistan, Tajland, Trinidad i Tobago, Tunis, Turska, Turkmenistan, Uganda, Ukrajina, Ujedinjeni Arapski Emirati, SAD, Urugvaj, Američki Djevičanski Otoci, Uzbekistan, Venezuela, Vijetnam, Wales, Jemen, Zambija, Zimbabve.
Gana i Obala Bjelokosti privremeno su suspendirane iz članstva FIDE jer nisu ispunile svoje financijske obaveze.

## Predsjednici FIDA-e
- 1924. – 1939.  Alexander Rueb
- 1939. - 1946.  Augusto de Muro
- 1946. - 1949.  Alexander Rueb
- 1949. – 1970.  Folke Rogard
- 1970. – 1978.  Max Euwe
- 1978. – 1982.  Fridrik Olafsson
- 1982. – 1995.  Florencio Campomanes
- 1995. – 2018.  Kirsan Iljumžinov
- 2018. – danas  Arkadi Dvorkovič

## Vanjske poveznice
- Službena stranica FIDE (engl.)
- Prvih 100 svjetskih šahista (engl.)
- Prvih 100 svjetskih šahistica (engl.)